# Adenodolichos acutifoliolatus
Adenodolichos acutifoliolatus är en ärtväxtart som beskrevs av Bernard Verdcourt. Adenodolichos acutifoliolatus ingår i släktet Adenodolichos och familjen ärtväxter. Inga underarter finns listade i Catalogue of Life.